# スティーブ・カー
スティーヴン・ダグラス・カー（Stephen Douglas Kerr, 1965年9月27日 - ）は、アメリカ合衆国の元プロバスケットボール選手。レバノンの首都ベイルートの出身。現在、NBAのゴールデンステート・ウォリアーズでヘッドコーチを務めている。

## 経歴

### 選手時代
アリゾナ大学から1988年のNBAドラフトでフェニックス・サンズに指名され、クリーブランド・キャバリアーズにトレード。キャブスで3年間を過ごした後、オーランド・マジックへトレードされた。1年後の1993年に、フィル・ジャクソン率いるシカゴ・ブルズに移籍した。
当時のブルズは、マイケル・ジョーダン、スコッティ・ピッペンなどの活躍で最盛期を迎えており、その中でカーは控えのガードとして活躍した。決して身体能力が優れているとは言えないカーの武器は、試合の要所で見せる3ポイントシュートであった。土壇場ほどキレを増す長距離砲は、チームを何度となく勝利へ導いた。特に96-97シーズンのNBAファイナル第6戦。優勝に王手をかけたブルズはユタ・ジャズを相手に試合の最終盤まで同点。ショットクロック残り3秒でマイケル・ジョーダンからパスを受け、優勝を決定づけるシュートを沈めたシーンはカーのハイライトである。ブルズにはジョーダンが引退するまで在籍し、2度目の3連覇に貢献した選手として歴史に名を刻んだ。
1999年1月、チャック・パーソンと交換でサンアントニオ・スパーズに移籍し、ボストン・セルティックスに在籍した選手以外では1951〜54年のフランク・サウルとただ二人のみの4年連続で優勝を経験した選手となった。その後、ポートランド・トレイルブレイザーズを経て、2002-03シーズンはスパーズに復帰した。プレイオフに入っても出場機会は少なかったが、カンファレンス決勝のダラス・マーベリックス戦第6戦終盤に、放った4本の3ポイントを全て沈めNBAファイナル進出に貢献すると、ファイナルのニュージャージー・ネッツ戦第5戦、残り3分2点差を追う状況で、ケニオン・マーティンからのスティールや、ダブルチームされたティム・ダンカンからパスを受け値千金の3ポイントを沈めるなど、大舞台での勝負強さを再び発揮した。試合後のインタビューでカーは、「僕はこの時のために "冷凍保存" されていたんだ」と、レギュラーシーズンでは出場時間が少なかったことを引き合いにして勝ち誇った。そしてスパーズ2度目の優勝に貢献し自身5度のNBA優勝経験をした。
このファイナル終了後に引退し、アメリカのケーブルテレビ局ターナー・ネットワーク・テレビジョン(TNT)で現場解説者を務め、"Steve Wonders..."というコーナーを持っていた。
2007年のプレイオフでTNTの解説者を終えると、フェニックス・サンズの球団社長兼ゼネラル・マネージャーに就任し、2008年1月には、ショーン・マリオンをマイアミ・ヒートに放出してシャキール・オニールを獲得した。
生涯通算3ポイントフィールドゴール成功率(.454)、シーズン3ポイントフィールドゴール成功率(.524 1994-95シーズン)は共にNBA歴代1位の成績である。（ただし1994年から97年までの3シーズンはの３Pラインは現在のラインよりも約55cm近くに変更されていた時期である。）1997年のオールスターウィークエンドのスリーポイント・シュートアウトで優勝している。

### コーチ時代

#### NBA
2014-15シーズン
2014年5月14日、カーはニューヨーク・ニックスのオファーを断り、ゴールデンステート・ウォリアーズと5年2500万ドル契約でヘッドコーチに就任が決定した。
カーは前任者のマーク・ジャクソンの路線を上手く引き継ぎ、チームをリーグ上位に導く手腕を披露する。また新人コーチながら、2015年NBAオールスターゲームのチームウェストのヘッドコーチに選出され、イーストのマイク・ビューデンホルツァーヘッドコーチとの対戦となった。新人コーチが選ばれたのは、1998年のインディアナ・ペイサーズのラリー・バード以来である。
結局レギュラーシーズンは67勝15敗で終了、新人ヘッドコーチとしては最高勝率を記録しNBAファイナルまで導いた。そしてクリーブランド・キャバリアーズとの対戦となったファイナルも4勝2敗で見事にウォリアーズを40年振りのチャンピオンに導いた。
2015-16シーズン
2015-16シーズンは、背中の手術の為に開幕から休養を強いられていたがルーク・ウォルトンアシスタントコーチがチームを纏め、39勝4敗で迎えた2016年1月22日のインディアナ・ペイサーズ戦でコーチ職に復帰。122-110で勝利に導き、見事に復帰戦を飾った。カーの現場復帰でウォリアーズは更に勢いが付き、最終的にはカーが現役時代シカゴ・ブルズで1995-1996シーズンに経験したシーズン "72勝10敗" を上回る "73勝9敗" というNBAシーズン新記録の金字塔を打ち立てた。その功績が大きく評価され、同シーズンのNBA最優秀コーチ賞を受賞した。
2016-17シーズン
2017年3月28日のヒューストン・ロケッツ戦に勝利し、ヘッドコーチ就任後レギュラーシーズン238試合目で200勝を達成。これはNBA史上最短記録であり、北米4大スポーツを含めても最短である。それまでのNBA記録は、マイケル・ジョーダンやカーを指導していたことのあるフィル・ジャクソンの270試合が最短だった。
プレーオフ1回戦の途中で前年に発症した髄液の漏れによる合併症が再発し、期限未定の離脱が発表された。その後ウォリアーズはマイク・ブラウンが暫定的に指揮を執り3年連続でNBAファイナルに進出。カーも第2戦から復帰し、見事な前年のリベンジを果たした。
2017-18シーズン
2018-19シーズン
2019-20シーズン
2019年10月30日のフェニックス・サンズ戦でステフィン・カリーが左手骨折の大怪我を負いシーズンの大半を欠場し、加えて前年のファイナルでの怪我でクレイ・トンプソンも欠いていたため、チームは低迷しウエスタンカンファレンス15位でシーズンを終えた。
2019年12月25日のクリスマスゲームでは、ジェームズ・ハーデンとラッセル・ウェストブルックが率いるヒューストン・ロケッツ相手に誰もがウォリアーズの敗北を予想する中勝利を収めファンを喜ばせた。
2020-21シーズン
2021-22シーズン
この年のウォリアーズは新加入のオット・ポーター・ジュニア、ゲイリー・ペイトン2世、ネマニャ・ビエリツァが活躍し、ウエスタン・カンファレンス3位の成績でシーズンを終えた。
2022年5月24日にロブ小学校銃乱射事件が起こり、試合前の記者会見でカーが銃撃事件に対して「もううんざりだ。もうたくさんだ。」とコメントした動画は大きな反響を呼んだ。
ファイナルではボストン・セルティックスと対戦した。初めは1勝2敗と苦戦したが、カーは不調であったドレイモンド・グリーンを勝負所で下げる采配や、第4戦以降はオフェンス面を重視しオット・ポーター・ジュニアを先発起用するなどし、球団史上6回目のNBA優勝に貢献した。

#### アメリカ代表
2021年12月、アメリカ代表のヘッドコーチに就任したことが発表された。
2023年FIBAバスケットボール・ワールドカップでアメリカ代表が準決勝敗退に終わった際には「もう92年ではない。世界のチームや選手はより良くなっている。W杯やオリンピックで勝つのは簡単ではない」とコメントしている。

## 私生活
- カーは他のNBA選手とは一味違った人生を送ってきた。彼が本格的にバスケットボールを始めたのはエジプトの高校からである。カーの父親マルコム・カーは中東を専門とした研究者であり、スティーブはレバノンのベイルートで生まれた。その後中東の国々を転々とし、エジプトからアメリカの高校へ編入することとなる。その後アリゾナ大学に入学し、バスケットボールに専念し始めた矢先の1984年1月、父マルコムがイスラム過激派により殺害されるという事件が起こる。うちひしがれるカーを励まし、応援し続けたのはやはりイスラム教徒の友人達だった。それ故カーは、イスラム教徒に対して強い思い入れを持っている。2001年の同時多発テロの際には、「多くの善良なムスリムと一部のテロリストは区別しなければならない」とアメリカ国民に冷静な対応を呼びかけた。

- ショーン・エリオットとはアリゾナ大学時代からの親友であり、エリオットが腎臓移植の相談をしていたのは、家族以外ではカーだけである。またサンアントニオ・スパーズでも1998-99シーズンから3年間共にプレーしている。
- アリゾナ大学時代に付けていた背番号25は、大学の永久欠番になった。

## 個人成績

### NBA

#### レギュラーシーズン
| シーズン | チーム | GP  | GS | MPG  | FG%  | 3P%   | FT%   | RPG | APG | SPG | BPG | PPG |
| -------- | ------ | --- | -- | ---- | ---- | ----- | ----- | --- | --- | --- | --- | --- |
| 1988–89  | PHX    | 26  | 0  | 6.0  | .435 | .471  | .667  | .7  | .9  | .3  | .0  | 2.1 |
| 1989–90  | CLE    | 78  | 5  | 21.3 | .444 | .507* | .863  | 1.3 | 3.2 | .6  | .1  | 6.7 |
| 1990–91  | CLE    | 57  | 4  | 15.9 | .444 | .452  | .849  | .6  | 2.3 | .5  | .1  | 4.8 |
| 1991–92  | CLE    | 48  | 20 | 17.6 | .511 | .432  | .833  | 1.6 | 2.3 | .6  | .2  | 6.6 |
| 1992–93  | CLE    | 5   | 0  | 8.2  | .500 | .000  | 1.000 | 1.4 | 2.2 | .4  | .0  | 2.4 |
| 1992–93  | ORL    | 47  | 0  | 9.4  | .429 | .250  | .909  | .8  | 1.3 | .2  | .0  | 2.6 |
| 1993–94  | CHI    | 82  | 0  | 24.8 | .497 | .419  | .856  | 1.6 | 2.6 | .9  | .0  | 8.6 |
| 1994–95  | CHI    | 82* | 0  | 22.4 | .527 | .524* | .778  | 1.5 | 1.8 | .5  | .0  | 8.2 |
| 1995–96  | CHI    | 82  | 0  | 23.4 | .506 | .515  | .929  | 1.3 | 2.3 | .8  | .0  | 8.4 |
| 1996–97  | CHI    | 82  | 0  | 22.7 | .533 | .464  | .806  | 1.6 | 2.1 | .8  | .0  | 8.1 |
| 1997–98  | CHI    | 50  | 0  | 22.4 | .454 | .438  | .918  | 1.5 | 1.9 | .5  | .1  | 7.5 |
| 1998–99  | SAS    | 44  | 0  | 16.7 | .391 | .313  | .886  | 1.0 | 1.1 | .5  | .1  | 4.4 |
| 1999–00  | SAS    | 32  | 0  | 8.4  | .432 | .516  | .818  | .6  | .4  | .1  | .0  | 2.8 |
| 2000–01  | SAS    | 55  | 1  | 11.8 | .421 | .429  | .933  | .6  | 1.0 | .3  | .0  | 3.3 |
| 2001–02  | POR    | 65  | 0  | 11.9 | .470 | .394  | .975  | .9  | 1.0 | .2  | .0  | 4.1 |
| 2002–03  | SAS    | 75  | 0  | 12.7 | .430 | .395  | .882  | .8  | .9  | .4  | .0  | 4.0 |
| 通算     | 通算   | 910 | 30 | 17.8 | .479 | .454  | .864  | 1.2 | 1.8 | .5  | .1  | 6.0 |

#### プレーオフ
| シーズン | チーム | GP  | GS | MPG  | FG%  | 3P%  | FT%   | RPG | APG | SPG | BPG | PPG |
| -------- | ------ | --- | -- | ---- | ---- | ---- | ----- | --- | --- | --- | --- | --- |
| 1990     | CLE    | 5   | 0  | 14.6 | .286 | .000 | ---   | 1.2 | 2.0 | .8  | .0  | 1.6 |
| 1992     | CLE    | 12  | 3  | 12.4 | .439 | .273 | 1.000 | .5  | .8  | .4  | .0  | 3.7 |
| 1994     | CHI    | 10  | 0  | 18.6 | .361 | .375 | 1.000 | 1.4 | 1.0 | .7  | .0  | 3.5 |
| 1995     | CHI    | 10  | 0  | 19.3 | .475 | .421 | 1.000 | .6  | 1.5 | .1  | .0  | 5.1 |
| 1996     | CHI    | 18  | 0  | 19.8 | .448 | .321 | .871  | 1.0 | 1.7 | .8  | .0  | 6.1 |
| 1997     | CHI    | 19  | 0  | 17.9 | .429 | .381 | .929  | .9  | 1.1 | .9  | .1  | 5.1 |
| 1998     | CHI    | 21  | 0  | 19.8 | .434 | .463 | .818  | .8  | 1.7 | .3  | .0  | 4.9 |
| 1999     | SAS    | 11  | 0  | 8.8  | .267 | .231 | .833  | .8  | .7  | .2  | .0  | 2.2 |
| 2001     | SAS    | 9   | 0  | 11.2 | .480 | .333 | .500  | 1.0 | .7  | .4  | .1  | 3.3 |
| 2002     | POR    | 3   | 0  | 13.0 | .429 | .250 | 1.000 | 1.3 | 1.7 | .3  | .0  | 6.3 |
| 2003     | SAS    | 10  | 0  | 4.6  | .636 | .833 | .750  | .3  | .6  | .1  | .0  | 2.2 |
| 通算     | 通算   | 128 | 3  | 15.6 | .426 | .370 | .876  | .9  | 1.2 | .5  | .0  | 4.3 |

### カレッジ
| シーズン | チーム   | GP           | GS           | MPG          | FG%          | 3P%          | FT%          | RPG          | APG          | SPG          | BPG          | PPG          |
| -------- | -------- | ------------ | ------------ | ------------ | ------------ | ------------ | ------------ | ------------ | ------------ | ------------ | ------------ | ------------ |
| 1983–84  | アリゾナ | 28           | —            | 22.6         | .516         | ---          | .692         | 1.2          | 1.3          | 0.3          | 0.0          | 7.1          |
| 1984–85  | アリゾナ | 31           | —            | 33.4         | .568         | ---          | .803         | 2.4          | 4.0          | 0.6          | 0.1          | 10.0         |
| 1985–86  | アリゾナ | 32           | —            | 38.4         | .540         | ---          | .899         | 3.2          | 4.2          | 1.6          | 0.0          | 14.4         |
| 1986–87  | アリゾナ | レッドシャツ | レッドシャツ | レッドシャツ | レッドシャツ | レッドシャツ | レッドシャツ | レッドシャツ | レッドシャツ | レッドシャツ | レッドシャツ | レッドシャツ |
| 1987–88  | アリゾナ | 38           | —            | 32.6         | .559         | .573         | .824         | 2.0          | 3.9          | 1.2          | 0.1          | 12.6         |
| 通算     | 通算     | 129          | —            | 32.1         | .548         | .573         | .815         | 2.2          | 3.4          | 1.0          | 0.1          | 11.2         |

## ヘッドコーチ成績
| double-dagger | NBA記録 |

| チーム | シーズン | G   | W   | L   | W–L% | シーズン結果       | PG  | PW | PL | PW–L% | 最終結果             |
| ------ | -------- | --- | --- | --- | ---- | ------------------ | --- | -- | -- | ----- | -------------------- |
| GSW    | 2014–15  | 82  | 67  | 15  | .817 | パシフィック1位    | 21  | 16 | 5  | .762  | NBAチャンピオン      |
| GSW    | 2015–16  | 82  | 73  | 9   | .890 | パシフィック1位    | 24  | 15 | 9  | .625  | NBAファイナル敗退    |
| GSW    | 2016–17  | 82  | 67  | 15  | .817 | パシフィック1位    | 17  | 16 | 1  | .941  | NBAチャンピオン      |
| GSW    | 2017–18  | 82  | 58  | 24  | .707 | パシフィック1位    | 21  | 16 | 5  | .762  | NBAチャンピオン      |
| GSW    | 2018–19  | 82  | 57  | 25  | .695 | パシフィック1位    | 22  | 14 | 8  | .636  | NBAファイナル敗退    |
| GSW    | 2019–20  | 65  | 15  | 50  | .231 | パシフィック最下位 | —   | —  | —  | —     | プレーオフ進出ならず |
| GSW    | 2020–21  | 72  | 39  | 33  | .542 | パシフィック4位    | —   | —  | —  | —     | プレーオフ進出ならず |
| 通算   | 通算     | 547 | 376 | 171 | .687 |                    | 105 | 77 | 28 | .733  |                      |